# Американо-латвийские отношения
Американо-латвийские отношения — двусторонние дипломатические отношения между США и Латвией. 
США и Латвия являются стратегическими союзниками и партнёрами.

## История
Соединённые Штаты признали независимость Латвии в июле 1922 года.
Затем Латвия была присоединена к Советскому Союзу в 1940 году, в ходе Второй мировой войны. Соединённые Штаты никогда не признавали насильственное присоединение Латвии к Советскому Союзу и поддерживали деятельность латвийской миссии у себя; к концу 1980-х годов в мире осталась только одна латвийская миссия и она действовала в Вашингтоне. Скорее всего причиной её существования была возможность (с 1950 года по решению властей США) пользоваться процентами с замороженных в июле 1940 года в американских банках активов довоенной Латвии. Кроме того, власти США делали латвийской миссии приятные моральные уступки. Например, в 1983 году указание на картографических материалах прибалтийских стран как независимых государств, оккупированных СССР, стало обязательным для закупок этих материалов для нужд армии США.
В 1991 году Латвия стала независимой страной.
Соединённые Штаты предоставляют ограниченное количество военной помощи Латвии; так, в 2012 году военная помощь была оказана на сумму 7,5 млн долларов США.

## Дипломатические представительства
- США имеют посольство в Риге[5]. Чрезвычайный и полномочный посол США в Латвии — Джон Карвайл[англ.].
- Латвия имеет посольство в Вашингтоне[6]. Чрезвычайный и полномочный посол Латвии в США — Марис Селга.

## Торговля
Латвия и Соединённые Штаты подписали договоры об инвестициях, торговле, защите прав интеллектуальной собственности, об избежании двойного налогообложения. Латвия участвует в программе безвизового въезда, которая позволяет гражданам стран-участниц пребывать до 90 суток в Соединённых Штатах без получения визы.